# Ultimate Avengers
Pour les articles homonymes, voir Les Vengeurs et Ultimates.
Série Marvel Animated Features
Ultimate Avengers 2
(2006)
Pour plus de détails, voir Fiche technique et Distribution.
Ultimate Avengers ou Les Vengeurs Ultimate est un film d'animation américain réalisé par Curt Geda, Steven E. Gordon, Bob Richardson, sorti le 21 février 2006 directement en DVD au États-Unis.
Produit en 2005 par Lions Gate Film, c'est l'adaptation des comics Les Vengeurs et Ultimates publiés par Marvel. Le film a été diffusé aux États-Unis en avant première le 22 avril 2006 sur Cartoon Network.

## Synopsis
En 1945, Captain America, un super soldat créé pour combattre les nazis, part avec son unité en Norvège pour arrêter un projet secret du Reich. Il découvre que les Nazis travaillent avec des aliens pour lancer un missile nucléaire. Captain America parvient à faire sauter le missile en vol, mais l'explosion le met dans un état catatonique et il se perd dans les profondeurs des glaces.
60 ans plus tard, le SHIELD retrouve Captain América et le dégèle dans l'espoir de pouvoir reproduire le sérum de super-soldat avec l'aide du Dr Bruce Banner. Dans le même temps, l'organisation lance un satellite pour repérer les aliens, qui s'avèrent être des Chitauris, mais ces derniers l'anéantissent sans que les armes humaines puissent faire quoi que ce soit pour le stopper. Face à cette menace, le Général Nick Fury réunit une équipe de super héros, les Vengeurs, dirigée par Captain America et composée entre autres d'Iron Man, la Veuve noire, Hulk, Thor, la Guêpe et Hank Pym.

## Fiche technique
Sauf indication contraire, les informations mentionnées dans cette section peuvent être confirmées par les bases de données cinématographiques IMDb et Allociné,  présentes dans la section « Liens externes ».
- Titre original : Ultimate Avengers ou Ultimate Avengers: The Movie
- Titre français : Les Vengeurs Ultimate
- Titre québécois : Les Vengeurs
- Réalisation : Curt Geda, Bob Richardson, Steven E. Gordon
- Scénario : Greg Johnson, Boyd Kirkland, Craig Kyle et Christopher Yost, d'après les personnages de comics Ultimates créés par Mark Millar et Bryan Hitch, d'après le personnage et comics Captain America créé par Joe Simon et Jack Kirby
- Musique : Guy Michelmore
- Montage : George Rizkallah
- Son : Mike Draghi, Arnie Geher, Ron Salaises
- Production : Bob Richardson
  - Production déléguée : Avi Arad, Ken Katsumoto, Craig Kyle et Eric S. Rollman
  - Production associée : Ron Hohauser
  - Coproduction déléguée : Stan Lee
- Animation : Richard Bowman, Barbara Dourmaskin-Case, Patrick Gleeson, Karen Peterson, Robert Shellhorn
- Sociétés de production[2] : Marvel Studios, Lionsgate Films et MLG Productions 1
- Sociétés de distribution : Lions Gate Films Home Entertainment (États-Unis) ; Maple Pictures (Canada) ; Metropolitan Filmexport (France)[3]
- Budget : n/a
- Pays de production :  États-Unis
- Langue originale : anglais, espagnol
- Format[4] : couleur - 1,78:1 (Widescreen) - son Dolby Digital
- Genres : animation, action, aventures, science-fiction
- Durée : 72 minutes
- Dates de sortie[5] :
  - États-Unis : 21 février 2006 (sortie directement en vidéo)
  - France : 25 août 2009 (sortie directement en vidéo)[6]
- Classification[7] :
  - États-Unis : accord parental recommandé, film déconseillé aux moins de 13 ans (PG-13 - Parents Strongly Cautioned)[Note 1]
  - France : tous publics

## Distribution
Légende : VF = Version française[réf. nécessaire] et VQ = Version québécoise
- Justin Gross (VF : Jean-Pierre Michaël ; VQ : Patrice Dubois) : Capitaine Steve Rogers / Captain America
- Marc Worden (VF : Bernard Gabay ; VQ : Patrick Chouinard) : Tony Stark / Iron Man
- Andre Ware (VF : Thierry Desroses ; VQ : François L'Écuyer) : Général Nick Fury
- Grey DeLisle (VQ : Catherine Proulx-Lemay) : Janet Van Dyne-Pym / Wasp
- Nolan North (VF : Alexis Victor ; VQ : Renaud Paradis) : Hank Pym / Giant-Man
- Dave Boat (VF : Patrick Borg ; VQ : Marc-André Bélanger) : Thor
- Olivia d'Abo (VF : Juliette Degenne ; VQ : Viviane Pacal) : Natalia Romanov / Black Widow
- Fred Tatasciore : Hulk
- Michael Massee (VF : Damien Boisseau ; VQ : Jean-Luc Montminy) : Dr Bruce Banner
- Nan McNamara (VQ : Manon Arsenault) : Dr Betty Ross
- James K. Ward (VF : Pierre Laurent ; VQ : Tristan Harvey) : Herr Kleiser
- Dee Bradley Baker : divers
- Steve Blum : divers
- Keith Ferguson : divers
- Quinton Flynn : divers
- Kerrigan Mahan : divers
- Aileen Sander : divers
- James Arnold Taylor : divers

## Distinctions
Le film Ultimate Avengers a remporté une récompense et obtenu une autre nomination :
- Cinema Audio Society Awards 2007 : meilleur mixage sonore pour une programmation originale de DVD pour Mike Draghi et Eric Lewis
- Motion Picture Sound Editors Awards 2007 : nomination comme meilleur montage sonore dans un projet direct-to-video pour Clive H. Mizumoto, Ron Salaises, John Brengman, Mike Garcia, Mark Ryan, Kenneth Young, Timothy A. Cleveland, Paul J. Diller, Stephen P. Robinson, Kyle Clausen et Mike Draghi

## Marvel Animated Features
Ce film s'inscrit dans la série Marvel Animated Features, composée de 8 huit vidéofilms produits par Lionsgate, Marvel Animation et MLG Productions 8,.
- 2006 : Ultimate Avengers (Ultimate Avengers: The Movie)
- 2006 : Ultimate Avengers 2 (Ultimate Avengers 2: Rise of the Panther)
- 2007 : The Invincible Iron Man
- 2007 : Docteur Strange (Doctor Strange: The Sorcerer Supreme)
- 2008 : Next Avengers: Heroes of Tomorrow
- 2009 : Hulk Vs
- 2010 : Planète Hulk (Planet Hulk)
- 2011 : Thor : Légendes d'Asgard (Thor: Tales of Asgard)